# Sodomia

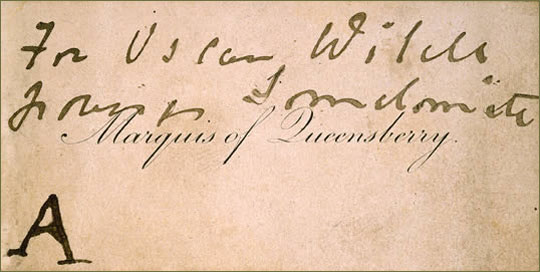
Nota del marchese di Queensberry rivolta ad Oscar Wilde, accusandolo di essere un "sodomita"

Sodomia è un termine di origine religiosa per caratterizzare alcuni atti sessuali: la parola deriva dalla storia di Sodoma e Gomorra raccontata nei capitoli 18-19 del libro della Genesi nella Bibbia.
Usato comunemente per descrivere l'atto specifico del coito anale, il termine "sodomia" può anche includere atti sessuali senza il coito. In alcune culture pre-moderne vigevano leggi che proibivano questi atti sessuali. Le cosiddette leggi sulla sodomia in molti paesi criminalizzavano non solo questi comportamenti, ma anche altre attività sessuali, fino a includere anche la masturbazione e la zooerastia.

## Definizioni

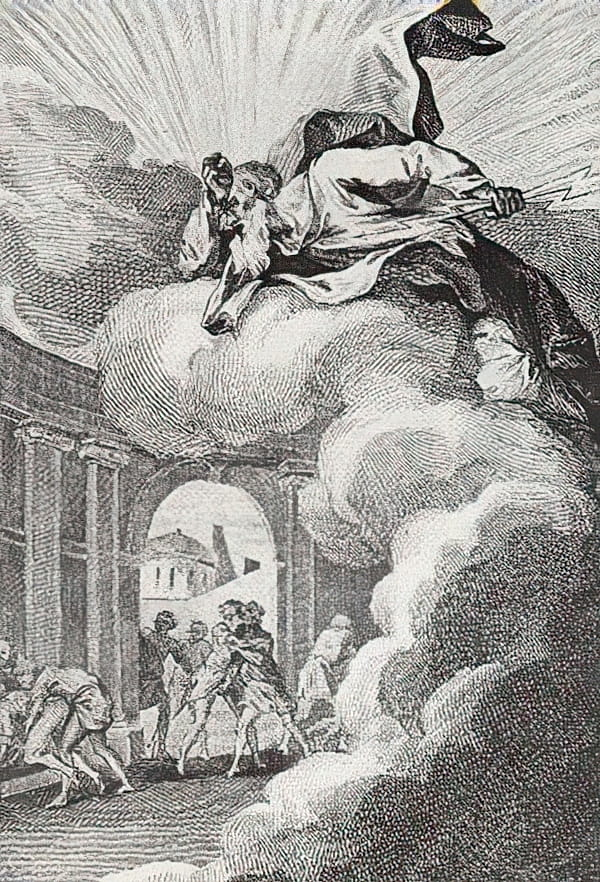
Gli abitanti di Sodoma provocano l'ira divina, incisione di François-Rolland Elluin

Il termine indica un tipo particolare di rapporto sessuale non finalizzato alla procreazione; nella teologia morale cristiana, specialmente del periodo medioevale, si riferiva alle pratiche in vase indebito che significa "in un orifizio illecito".
Nella quasi totalità dei casi si tratta di due soli tipi di rapporto sessuale:
- Il coito anale, compiuto sia su una donna sia su un uomo. A partire dal XIII secolo e fino al XVIII secolo fu punito per legge con la morte attraverso il rogo ed era ritenuto impuro e sporco a causa delle tracce di escrementi che rimanevano sui genitali maschili.
- La zooerastia, il rapporto sessuale con un animale (sodomia cum brutis). Oltre a essere confuso nella definizione, esso era punito con la stessa pena della sodomia compiuta con esseri umani: il rogo.

Gli altri tipi di "sodomia" (la "sodomia orale", la "sodomia con se stessi" - cioè la masturbazione) appaiono nei trattati di teologia morale per scrupolo di catalogazione, ma in Europa capita raramente di trovarli nei documenti antichi al di fuori di questo ambito, e hanno avuto scarsa applicazione pratica. La casistica della teologia morale più tarda tende anzi a separare la masturbazione, anche reciproca, in una categoria a sé, la mollities ("mollezza"), decisamente meno grave di quella della sodomia. Al contrario, nell'applicazione pratica delle leggi anti-sodomia degli Stati Uniti (le cosiddette sodomy laws), il rapporto orale, anche eterosessuale, è stato effettivamente perseguito e punito fino al 2003 in alcuni stati dell'unione.
- In senso traslato, derivato dall'uso precedente, qualunque tipo di rapporto sessuale fra due maschi, indipendentemente dal tipo praticato (inclusa quindi anche la masturbazione). In questo senso la parola "sodomia" fu usata con significato vicino a quello attuale di omosessualità e "sodomita" con significato analogo all'attuale omosessuale.
- Per analogia con l'uso precedente, infine, in modo sporadico venne definito "sodomia" anche il rapporto sessuale lesbico (fra due donne), specie se fosse avvenuta penetrazione per mezzo di oggetti o strumenti. Questo uso è raro, ma si incontra di tanto in tanto nel corso dei secoli. L'esempio più noto è il curiosissimo trattato di Ludovico Maria Sinistrari d'Ameno, De sodomia tractatus. In quo exponitur doctrina nova de Sodomia foeminarum a Tribadismo distincta (1700), che distingue tra "sodomia fra donne" da una parte e "tribadismo" dall'altro.

Il termine è oggi relativamente in disuso, ed è impiegato soprattutto in contesto storico.

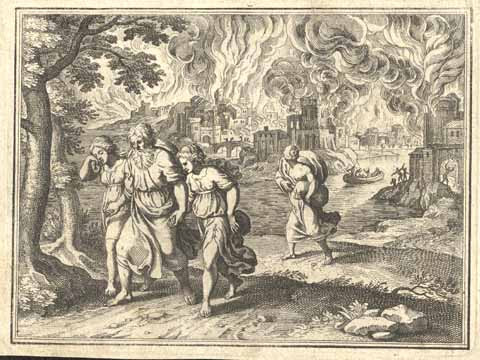
La fuga di Lot dalla città di Sodoma in fiamme

## Etimologia
Il termine sodomia deriva dal nome dell'antica città di Sodoma, che secondo la Bibbia venne distrutta da Dio a seguito delle azioni riprovevoli commesse dai suoi abitanti (vedi Sodoma e Gomorra), i quali giunsero a tentare (secondo le versioni correnti) di stuprare due angeli. Assunto dal linguaggio ecclesiastico latino come "peccatum sodomiticum".
Genesi 13:13, Genesi 19... "gli abitanti di Sodoma erano dei perversi e dei grandi peccatori contro il Signore": in Genesi 19 si fa riferimento alla sodomia più come un atto di abuso e di perversità (quindi peccato). La storia racconta che due angeli (letteralmente "messaggeri") furono invitati a passare la notte presso la famiglia di Lot a Sodoma: gli abitanti della città appena seppero dell'arrivo degli stranieri circondarono l'abitazione chiedendo al padrone di casa di farli uscire immediatamente in modo da poterli conoscere (conoscere sessualmente).
Lot si oppose però fermamente alla richiesta dei cittadini di Sodoma, secondo la regola dell'ospitalità che non poteva in alcun caso essere infranta; offrì invece al posto dei due messaggeri divini le sue figlie ancora vergini: ma quegli uomini rifiutarono l'offerta sprezzantemente e cominciarono anzi a minacciare lo stesso Lot. Allora i due angeli accecarono con un bagliore improvviso gli aggressori, tanto che questi non riuscivano più a trovar la porta della casa di Lot. Poi i due angeli intimarono a Lot e a tutto il suo clan di fuggire immediatamente, perché la "collera del Signore" si stava per abbattere sopra quella città così perversa.

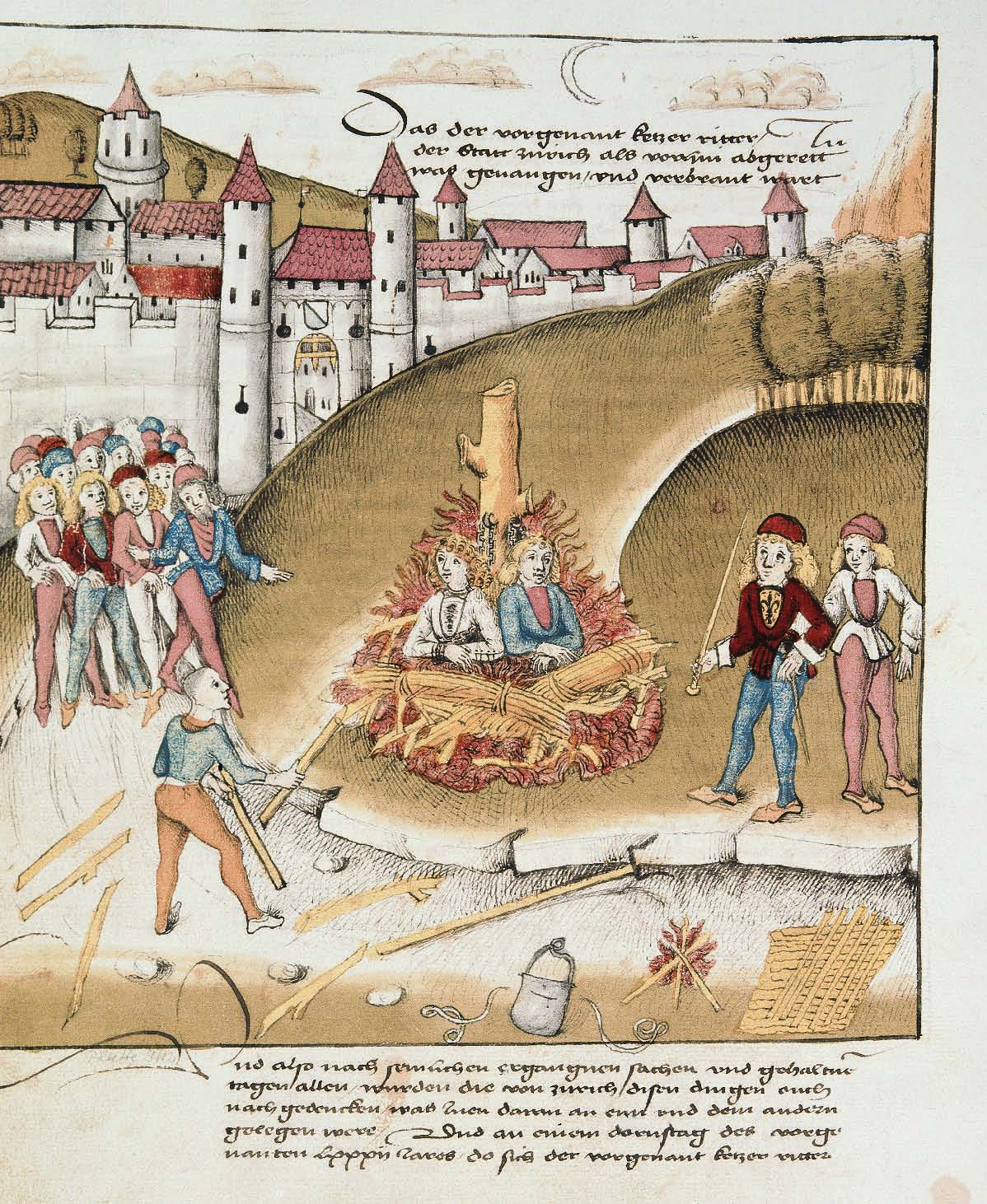
Il rogo per sodomia del cavaliere di Hohenberg e del suo servo sotto le mura di Zurigo (1482)

## Le diverse interpretazioni dei peccati di Sodoma
Come detto, nelle scritture bibliche ebraiche Sodoma è la città distrutta da Dio a causa della malvagità dei suoi abitanti. Nessun peccato specifico viene indicato esser la causa della tremenda ira divina, nonostante Abramo tenti d'intercedere presso il Signore per evitarne la distruzione (Genesi, cap. 18).
Il collegamento tra Sodoma e l'omosessualità deriva dall'interpretazione data all'episodio riguardante la folla dei 'sodomiti' che si accalca davanti alla porta della casa di Lot tentando di abusare dei due giovani angeli di sembianze maschili appena giunti in città.

### Libro di Ezechiele
Nel libro di Ezechiele attribuito al profeta Ezechiele Dio parla attraverso i suoi profeti dicendo: "Ecco, questa fu l'iniquità di tua sorella Sodoma: essa e le sue figlie avevano superbia, ingordigia, ozio indolente, ma non stesero la mano al povero e all'indigente: insuperbirono e commisero ciò che è abominevole dinanzi a me: io le vidi e le eliminai." (16:49-50, Bibbia di re Giacomo).
Secondo la prospettica biblica, i peccati di Sodoma erano molti e non tutti espliciti nella narrazione, e i tentati stupri di gruppo possono essere letti tra le righe, enfatizzando la depravazione dei Sodomiti piuttosto che dando di loro una precisa descrizione. D'accordo con le recenti critiche di alcuni Cristiani liberali, i peccati di Sodoma riguardavano più la violazione delle leggi dell'ospitalità che i peccati sessuali.

### Libro della Sapienza
Nel libro della Sapienza attribuito a re Salomone e incluso nel canone biblico da ortodossi e cattolici romani si fa riferimento alla storia di Sodoma sottolineando che il peccato dei loro abitanti è stato quello di non aver praticato l'ospitalità "usando un comportamento più duro e odioso verso gli sconosciuti" (cap 19, vers 13-14).

### Lettera di Giuda
Nella lettera di Giuda, facente parte del Nuovo Testamento si riprende il racconto della Genesi aggiungendo ai potenziali peccati di Sodoma anche la fornicazione: "proprio come Sodoma e Gomorra e le città vicine, dandosi alla fornicazione (/impudicitia)... subiscono la pena del fuoco eterno" (cap V, vers 7). Qui la parola greca usata per fornicazione è ekporneuō; non viene utilizzata altrove nel Nuovo Testamento se non nella versione dei Settanta per indicar genericamente la prostituzione (in Genesi 38:24 ed Esodo 34:15).

### Filone
Il filosofo ellenistico di origine ebraica Filone di Alessandria (20 a.C. - 50 d.C.) contemporaneo di Gesù di Nazareth descrive in tal modo gli abitanti di Sodoma: " perseguivano grande e intemperante indulgenza di gola, nel bere e nelle unioni illecite. Non solo andavano con altre donne, contaminando il letto matrimoniale altrui, ma si concupivano anche l'uno con l'altro tra uomini, facendo cose sconvenienti senza alcun riguardo o rispetto della loro comune natura... e così a poco a poco i maschi si abituarono a essere trattati come le femmine e in questo modo generarono in sé la stessa malattia delle femmine, ossia la mollezza e l'estrema delicatezza" (133-35).

### Flavio Giuseppe
Lo storico ebreo Flavio Giuseppe (37-100 d.C.) ha usato il termine sodomiti per riassumere la narrazione della Genesi: "In questo periodo i sodomiti erano cresciuti in fierezza, a causa delle loro grandi ricchezze: divennero così ingiusti verso gli uomini ed empi nei confronti di Dio, tanto da non ricordare più i vantaggi che avevano ottenuto dal Signore: odiavano gli stranieri. Ora, quando videro i volti straordinariamente belli dei due giovani che presero alloggio presso Lot, essi decisero di godere di questi bei ragazzi con la forza; ma quando Lot li esorta alla sobrietà offrendo al loro posto le proprie figlie, esponendole così alla loro lussuria al posto degli ospiti, questi rifiutarono" (Antichità giudaiche 1.11.1,3).

### Cristianità medioevale
Il significato essenzialmente sessuale del termine sodomia in ambito cristiano non si è evoluto prima del regno dell'imperatore Giustiniano I, il quale modificò il corpus iuris civilis dichiarando che il peccato di Sodoma era specificamente l'attività sessuale tra maschi e il loro reciproco desiderio e attrazione: questo crimine era inoltre legato a tutte le carestie, terremoti e pestilenze che affliggevano il mondo e la pena era la morte per decapitazione.
Le leggi promulgate da Giustiniano segnano un cambiamento nel paradigma legale romano, in quanto egli ha introdotto per la prima volta un concetto di pena che non è solo laico, ma anche in certo qual modo divino, per il comportamento omosessuale (è difatti la legge di Dio a volere lo sterminio dei sodomiti).
San Giovanni Crisostomo nel IV secolo d.C. denuncia le relazioni omosessuali, considerate come peggiori dello stesso omicidio, nella sua 4ª omelia.
Ma prima di loro già san Paolo nella Lettera ai Romani parla di "vergognosa lussuria", e così Metodio di Olimpo, Agostino di Ippona (354-430) oltre ad alcuni testi pseudoepigrafi greci.
Con l'avvento dell'Inquisizione l'eresia di Catari e Valdesi divenne il primo obiettivo da colpire per la Chiesa: questi gruppi furono perseguitati non solo per presunto satanismo, ma anche con le accuse di fornicazione e sodomia. La caccia ai bogomili provenienti dalla Bulgaria ha portato in uso un termine strettamente legato alla sodomia, il francese bouggerie (da cui anche l'italiano buggerato come sinonimo di fottuto) indicante il vizio sodomitico dei bulgari.

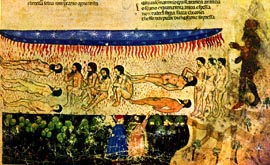
Anonimo veneto: Illustrazione per il Canto XIV dell'Inferno di Dante Alighieri: i sodomiti, gli usurai e il Veglio di Creta. Manoscritto miniato del tardo XIV secolo.

## Approccio storico-letterario-filosofico
Come accennato, nel Medioevo il termine sodomia tende a descrivere la totalità dei comportamenti non riproduttivi, quindi oltre al senso moderno di sesso anale, anche la masturbazione, il sesso orale, la bestialità o zoofilia (accoppiarsi con le bestie) e il coitus interruptus. Tutte queste pratiche sessuali sono state fortemente condannate dalla chiesa cattolica dopo gli sviluppi teorici di pensatori quali Agostino di Ippona e Tommaso d'Aquino.
Presso i Templari la sodomia era causa dell'espulsione definitiva dall'Ordine, insieme alla violazione della segretezza dei Capitoli, all'uccisione di un cristiano o di una cristiana, alla simonia, all'ammutinamento, alla viltà riconosciuta, all'eresia, al tradimento (il templare che fosse passato ai saraceni) e all'appropriazione indebita.
Sotto l'inquisizione spagnola del XVI-XVII secolo la sodomia, considerata come un peccato atroce, viene descritta come "perfetta" se commessa da due uomini, "imperfetta" invece se attuata da un uomo e da una donna. Anche in quest'epoca il termine comprendeva secondariamente una varietà di altre pratiche sessuali, tra cui la fellatio e il cunnilingus; per estirpare questi immondi vizi era largamente praticata la tortura.
A Napoli nel 1578 il sacerdote Giulio da Trocchia fu processato poiché dichiarò, volendolo anche dimostrare, che lo stesso Dio era sodomita.

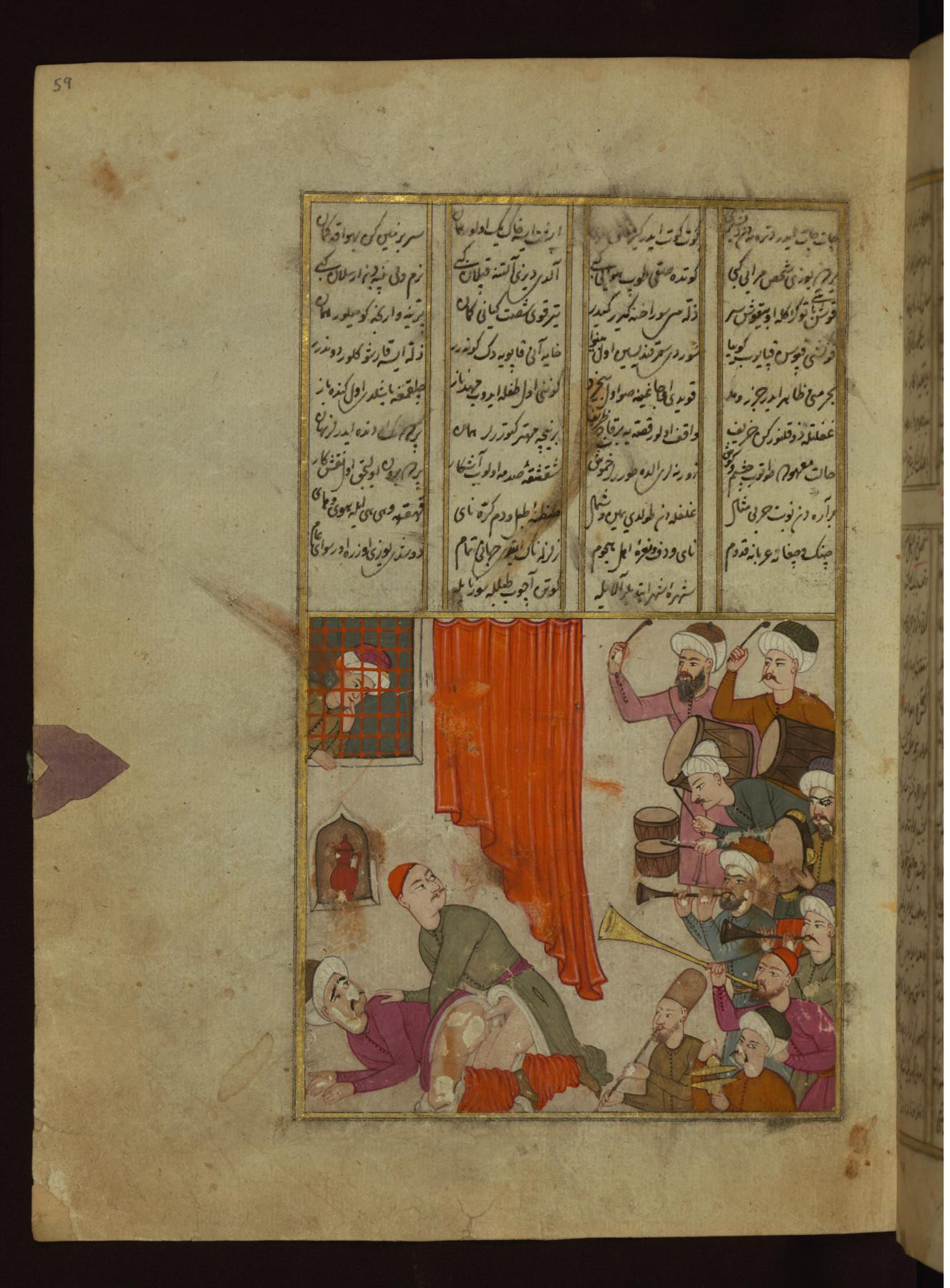
Illustrazione di atti sodomitici proveniente da un manoscritto arabo del 1721.

L'accusa di sodomia poteva portare i suoi autori, quando non direttamente al rogo, alla pena delle galere (schiavi sulle navi addetti ai remi), alla reclusione a vita, all'esilio perpetuo, o anche alla penitenza consistente nella flagellazione in pubblico; il tutto a seconda della gravità dell'atto vagliato con estremo scrupolo e attenzione dai monaci inquisitori.
Nel 1476 cade nella rete dei difensori della pubblica virtù anche un giovane artista talentuoso di nome Leonardo da Vinci, per sodomia attiva consumata verso il diciassettenne Jacopo Saltarelli. Anche se nella Firenze dell'epoca c'era una certa tolleranza verso l'omosessualità, la pena prevista in questi casi era severissima: l'evirazione per i sodomiti adulti e la mutilazione di un piede o della mano per i giovani.
In Francia era chiamata il "crimine della colonna vertebrale" e, secondo quanto racconta Michel Foucault in Storia della follia nell'età classica, una delle ultime condanne a morte eseguite oltralpe per atti sodomitici venne eseguita nel 1726 contro un tenente di polizia il quale sarà bruciato vivo per espiare i crimini commessi. Ancora nel "Grande vocabolario francese (1700-1753)" di Panckoucke la sodomia consiste nell'usare un uomo come fosse una donna, o una donna come se fosse un uomo. Il termine scompare dal codice penale francese del 1791, due anni dopo lo scoppio della rivoluzione francese; in seguito anche Napoleone Bonaparte terrà fuori dalle disposizioni di legge tutti i cosiddetti "atti contro natura".

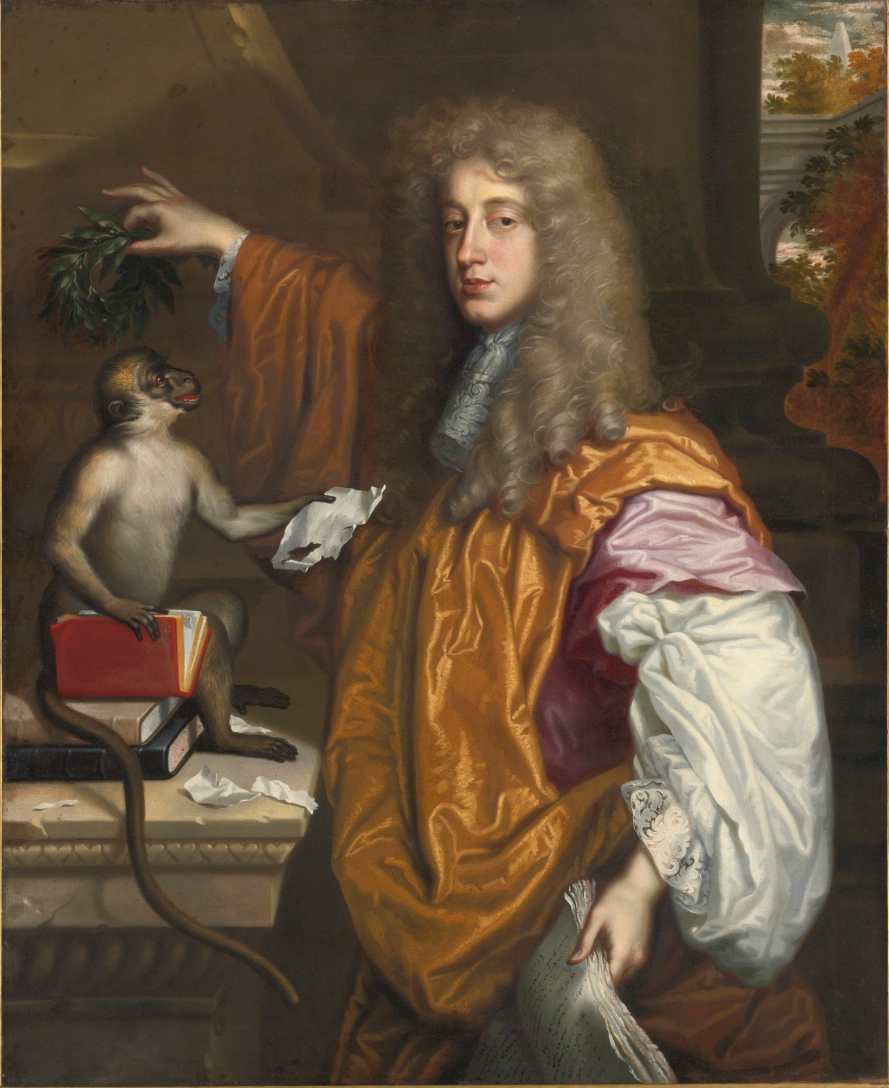
John Wilmot, II conte di Rochester, libertino e autore di Sodom, or the Quintessence of Debauchery

Ma prima ancora della liberalizzazione politica della sodomia operata dai rivoluzionari francesi vi fu per tutto il XVIII secolo l'opera letteraria e filosofica dei libertini (riferiti ai fautori del libertinismo come forma di pensiero, ma soprattutto al personaggio del libertino; nel 1694 il libertino John Wilmot, conte di Rochester, mette in scena un'opera satirica sulfurea dal titolo Sodom, or the Quintessence of Debauchery (Sodoma, o la Quintessenza della Dissolutezza): prima opera teatrale al mondo a sfondo pornografico, decanta le gioie della sodomia. 
 Altri celebri libertini sono stati rappresentati dalla figura di Don Giovanni e da Giacomo Casanova. La vecchia idea di Tommaso d'Aquino del "crimine contro natura" (peccato commesso con sé stesso, con uomini e con bestie) verrà violentemente attaccata soprattutto dai filosofi e dai romanzieri libertini settecenteschi. Il romanzo libertino per la prima volta nella storia occidentale usa, tra gli altri, anche la sodomia come uno dei mezzi per svincolarsi dalle imposizioni religiose: l'erotismo si fa anticlericalismo sfrenato in Fanny Hill. Memorie di una donna di piacere, Thérèse philosophe, ne I gioielli indiscreti e in tutti i romanzi del celeberrimo marchese de Sade.

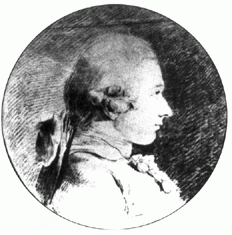
Ritratto del marchese de Sade, grande difensore letterario della sodomia, all'età di vent'anni (1760). Di Charles-Amédée-Philippe van Loo.

Ed è proprio con de Sade che s'impone un punto di svolta nella concezione moderna della sodomia, nessuno prima di lui aveva osato celebrarla in una forma tanto estrema e dissoluta, portatrice di somma libertà, che permette d'infrangere le catene delle (parole sue) "stupide fantasie religiose"; il suo furibondo sadomasochismo intellettuale gli permette d'innalzarla a nuovo atto sacro. In Sade la sodomia è ancora accompagnata da invettive, imprecazioni contro Dio e raffinati sacrilegi, come quando uno dei suoi personaggi infila un'ostia consacrata nell'orifizio anale di una delle sue vittime, facendole in tal modo sperimentare un piacere sessuale mai provato prima; o come quando utilizza un crocifisso per violentare una vergine. La sua Juliette si spinge fino al punto di farsi sodomizzare dal papa Pio VI sull'altare della Basilica di San Pietro. L'atto sodomita in de Sade costituisce il segno-chiave (vedi anche Opere e poetica di Donatien-Alphonse-François de Sade).

Dunque furono i libertini del XVIII secolo e in particolare de Sade, che permisero alla sodomia di uscire da secoli di clandestinità e di diventare un tema filosofico. A Roma venivano chiamati "ispettori dei culi" i magistrati con l'incarico della sorveglianza dei buoni costumi; Sade mescola il gusto blasfemo con l'ostentazione e l'estremizzazione della sessualità: 
 La sodomia diviene l'atto supremo dell'uomo libero, l'oltraggio e la trasgressione per eccellenza delle norme, il mezzo più adeguato d'imporsi a Dio e alla società, alla morale e alla legge della specie. Simulacro dell'atto della generazione, ne è al contempo l'irrisione: "Quale superiorità si conquista sugli uomini... trasgredendone le leggi, profanandone la religione, rinnegando, insultando, sbeffeggiando il loro esecrabile Dio, sfidando perfino gli orrendi precetti con cui osano dire che la natura elabora i nostri primi doveri... nel libertinaggio non esiste niente di spaventoso, perché tutto ciò che viene ispirato da esso è ispirato dalla Natura stessa" (La filosofia nel boudoir).
Ma oltre che la sodomia, de Sade innalza anche la concezione di bisessualità assoluta, autentico precursore della rivoluzione sessuale: il libertino prova un duplice piacere anche con un ragazzo, ossia quello di essere nello stesso tempo amante maschio e amante femmina, mentre una ragazza gli può assicurare un solo tipo di godimento (ossia quello "naturalmente" attivo). Il libertino si ritrova così, alternativamente - ma anche simultaneamente - marito e moglie.
Anche dopo le orge assassine fantasticate dal divino marchese la letteratura erotica non ha certamente smesso di raccontare le gioie del sesso anale, da Le undicimila verghe a Figlie di tanta madre con, nel '900, vedere per la prima volta anche le donne narrare senza peli sulla lingua e descrivere la cara vecchia sodomia, sia quella tra maschi (in Le età di Lulù (romanzo) ad esempio), sia tra maschio e femmina (in Histoire d'O (romanzo)).

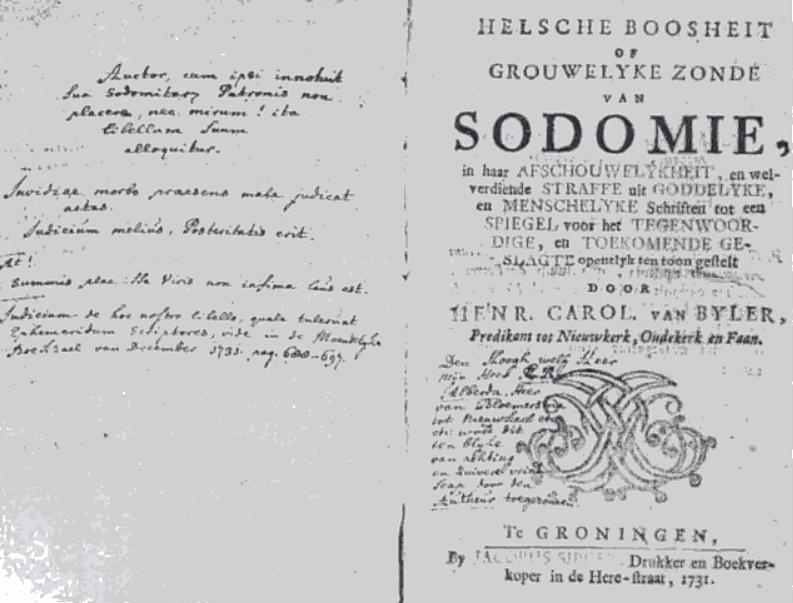
Frontespizio dell'opuscolo (1731) del pastore Henricus Carolinus van Bijler (Henricus Carel van Buyler), Helsche boosheit of grouwelyke zonde van Sodomie (Infernale malvagità del terribile peccato di sodomia) che giustifica l'azione di Rudolf de Mepsche, che nel 1731 da solo condannò a morte per sodomia 22 persone, una delle quali aveva appena 14 anni.

## Leggi e divieti riguardanti la sodomia
Leggi che vietano la sodomia sono state spesso promulgate in paesi di cultura cristiana e islamica, nei paesi musulmani africani e asiatici e negli Stati Uniti, dove la pratica (definita in vari modi) venne proibita fin dai tempi più antichi.

### Leggi sulla sodomia in Europa nel XVIII sec.
Nel 1730 sembra esservi stata una vera e propria diffusione dell'omosessualità nel regno dei Paesi Bassi: circa 250 uomini vennero convocati davanti alle autorità competenti per rispondere del reato di sodomia: per 91 di essi fu decretato l'esilio, mente per altri 91 ci fu la condanna a morte.
Gli ultimi due inglesi impiccati per sodomia sono stati giustiziati nel 1835: James Pratt e John Smith morirono davanti alla prigione di Newgate a Londra il 27 novembre di quell'anno. Furono condannati secondo la legge denominata Buggery Act 1533.

### Divieto di sodomia negli Stati Uniti
In vari codici penali dell'unione il termine col tempo è stato generalmente sostituito dalla frase "rapporto sessuale deviante", descritto come una qualsiasi forma di rapporto sessuale penetrativo o cunnilingus tra persone non legalmente sposate. Queste leggi sono state via via contestate, fino a esser completamente abrogate agli inizi degli anni 2000.
Negli anni cinquanta ogni stato aveva una legge per criminalizzare la sodomia. Nel 2003 10 stati avevano ancora leggi che la proibivano in ogni forma con la reclusione da 1 a 15 anni. In aggiunta, quattro altri stati avevano leggi che specificavano il divieto di sodomia tra persone dello stesso sesso. Il 26 giugno dello stesso anno la Corte Suprema degli Stati Uniti, con la sentenza Lawrence contro Texas, determinò l'abrogazione di queste leggi dichiarandole un'incostituzionale violazione della privacy.

## Evoluzione del termine nelle altre lingue
Nel tedesco moderno, la parola sodomie non ha connotazioni di sesso orale o anale, e si riferisce specificamente alla zooerastia; anche in inglese ha connotazioni simili alla zooerastia.
(Si veda Paragraph 175).
Lo stesso dicasi per la parola norvegese sodomi.

## Appendice: dal sesso anale alla Sodomia all'omosessualità

### Origini iniziatiche
Ma se la definizione religiosa di sodomia introdotta dalla storia biblica viene identificata con gli atti omosessuali in genere considerati come un "abominio" (toevah) - lo stesso termine utilizzato per esprimere anche la condanna nei confronti dell'idolatria, della prostituzione sacra e di tutte le forme pagane di magia e divinazione - proprio all'interno del paganesimo e del politeismo riguardane il mondo classico possiamo invece trovare un'interpretazione dell'azione sodomitica-sesso anale, alquanto differente.
Come spiega approfonditamente Eva Cantarella nel suo saggio Secondo natura. La bisessualità nel mondo antico, rifacendosi anche alla concezione di pederastia cretese, parla dei graffiti rinvenuti all'interno di un'area sacra di Thera (nei pressi del tempio dedicato a Apollo-Karneios) come testimonianze di un rito di passaggio: un solo esempio è la frase che afferma "Krimon qui ha scopato/fottuto il suo fanciullo-pais" (il verbo οἴφω può indicare solamente un atto fisico). Vi sono poi continui riferimenti a divinità "courotropiche", preposte all'educazione dei giovani.
Si tratterebbe allora di iscrizioni in qualche maniera rituali volte a celebrare il compimento di cerimonie iniziatiche; tali graffiti conserverebbero quindi la memoria di un momento fondamentale ed istituzionale dell'esistenza del "fanciullo; quello della sua iniziazione, fase conclusiva del periodo infantile il quale, per esser considerato definitivamente e pubblicamente superato, prevedeva un rapporto pedagogico-amoroso e finanche sessuale con un uomo protratto per un certo periodo di tempo.
Domanda: perché mai nell'antica Grecia, come presso altri popoli lontanissimi dai greci sia nel tempo sia nello spazio, la sodomizzazione (E. Cantarella usa precisamente tale parola) era considerata parte del processo formativo dell'uomo adulto? Secondo certe ipotesi primo-novecentesche il rapporto sessuale pederastico-anale sarebbe stato considerato necessario per trasfondere le virtù virili dall'uomo al ragazzo, propriamente attraverso lo sperma; difatti per indicare questa tipologia di rapporti si utilizza molto spesso il verbo eispnein-inspirare: il giovane assimila, inspira l'essenza dell'uomo... tramite il sesso anale.
Una teoria più recente sostiene invece che la sodomizzazione, in quanto atto che umilia chi lo subisce, verrebbe a simboleggiare la sottomissione del giovane al più anziano: in altre parole, è un atto di "acculturazione". Si constata in ogni modo che l'antica sessualità omosessuale fosse, almeno in gran parte, di tipo iniziatico: la sottomissione ad una relazione sessuale con un adulto era allora un presupposto sociale indispensabile per la rinascita individuale (il passaggio definitivo dall'infanzia all'età adulta).

### Terminologia classica
Gli antichi Greci, che non conobbero mai le disposizioni morali religiose contro la sodomia, avevano un lessico ricchissimo per indicare questo modo dell'amore: la pratica era chiamata "pedicazione" (da paidikòs, ovvero "fanciullo"), amore quindi nei confronti dei fanciulli, il modo principale di amare i giovani. Quanto all'atto della pedicazione nel suo duplice aspetto attivo e passivo (vedi attivo e passivo nel sesso) e che si valutava in maniera diametralmente opposta, tanto erano scherzose le parole indicante l'essere attivi quanto suonavano altrettanto ingiuriose e sprezzanti quelle indicanti la passività.
Pedicare in forma attiva si diceva empnéin ("soffiar dentro"), gynaikùn ("render donna"), katelàunein ("spinger dentro"), ma anche oryssein ("scavare un passaggio"), pygìzein ("inculare"), paidotrìbein ("sfregare fanciulli"). Subire la pedicazione, viceversa, si poteva esprimere con gonipeteìn ("cadere ginocchioni"), gynaikìzein ("far da donna"), gynaikopatèin ("patire cose da femmina"), gynaikùsthai ("farsi donna"), hynopokyptein ("curvarsi, esser messi sotto"), kallopéuein ("farsi girare"). Parallelamente il partner attivo era il kréagra ("colui che lacera la carne"), kollopodiòktes ("colui che insegue quello che viene girato", il kollops), alphestés ("colui che va dietro"). Il partner passivo, di contro, era anzitutto il kìnaidos ("colui che muove il culo, il cinedo sculettante"), androgynòs ("maschio e femmina in uno"), bàttalos ("colui che si fa montare"), chamaitypos ("prostituto"), gynnis ("effeminato"), katapygos ("pigliainculo"), kòllops ("colui che si fa girare"), malakòs ("molle").
Ora, nei Problemata (IV, 26), opera della scuola peripatetica, si suppone che l'individuo che preferiva assumere il ruolo sessuale passivo avesse i vasi seminali nell'ano anziché nei testicoli e poiché là ove il seme viene secreto quella è la parte la cui frizione procura il massimo piacere, per questa loro costituzione di natura l'androgino e l'effeminato avrebbero avvertito lo stimolo in un posto diverso da quello usuale: inoltre, al pari delle donne, sarebbero stati insaziabili.
Ma è soprattutto, come detto, in rapporto alla funzione iniziatica e pedagogica della pederastia - quindi all'ideale della paideia - che va inteso lo sprezzo ed il sarcasmo per chi, adulto o a pagamento, si sottoponeva ad una pratica che avrebbe dovuto associarsi ad una iniziazione o a un apprendimento: i termini ingiuriosi non si riferivano in alcun modo all'eromenos, al fanciullo amato, ma al cinedo (il "puttano"); il passivo adulto o il ragazzo che esercitava la prostituzione maschile di professione. Nel primo caso il fanciullo veniva soprattutto corteggiato, arrivando poi alla pratica del sesso intercrurale, cioè tra le cosce, così come ci mostra la pittura vascolare del tempo.
Ne Le nuvole Aristofane definisce eurypròktoi ("culi aperti"), tutte le categorie più ragguardevoli di ateniesi. Eubulo scriveva a proposito degli eroi che parteciparono alla guerra di Troia: "Si amarono per dieci anni tra loro. Fu una guerra amara. Conquistarono solo una città, e quando fecero ritorno i loro sederi erano più aperti delle porte della città che avevano conquistato" (framm. 120-4). Decisamente ambigua era poi la pena che s'infliggeva all'adultero colto in flagrante: gli s'infilava un rafano nel sedere e lo si depilava con la cenere calda; per schernirlo, poi, gli si mostrava il pugno chiuso col medio proteso verso l'alto (schimalìzein, ossia il dito turpe), quello atto ad essere infilato nell'ano (Lettere dei parassiti di Alcifrone, 26). Esattamente come in Grecia, anche a Roma si faceva una distinzione netta tra rapporto attivo e passivo: la seconda costituiva motivo estremo di vergogna per gli uomini adulti.

### Conclusione
Dopo l'identificazione dei sodomiti come omosessuali da parte di Filone di Alessandria nel I secolo, dopo l'accoglimento della connessione tra sodomia ed eresia delineata da Tommaso d'Aquino tra il XII e il XIII secolo, dopo che nella Divina commedia i sodomiti sono posti nel girone dei violenti contro la natura, l'abolizione della pena di morte per sodomia avvenne nella maggior parte dei paesi europei nel XVIII secolo, mentre successivamente si andò affermando un'autonoma concezione dell'omosessualità come reato in sé o come aggravante dei delitti sessuali. Comincia in parte un'altra storia.
Buoni ultimi tra i paesi occidentali nell'abolizione del reato "turpe e nefando" di sodomia sono stati gli USA.

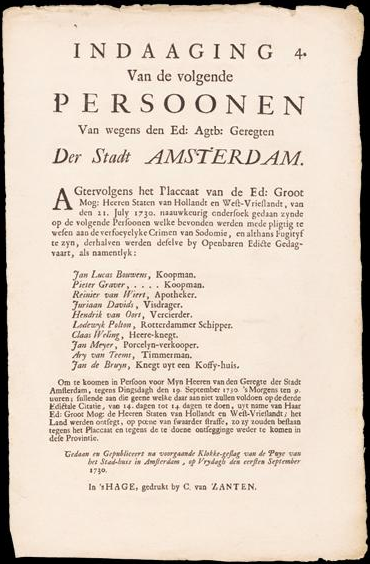
Manifesto con i nomi di alcuni sodomiti ricercati nel corso dei processi per sodomia di Utrecht (riferiti ad Amsterdam) nel corso del biennio 1730/31 (1º settembre 1730).